# Jüdische Gemeinde Dortmund
Die Jüdische Gemeinde Dortmund ist eine jüdische Kultusgemeinde in Dortmund, deren Anfänge ins 11. Jahrhundert des Mittelalters zurückgehen. Die Jüdische Gemeinde Dortmund zählt derzeit 2.558 Mitglieder (Stand 2024). Als Jüdische Kultusgemeinde Groß-Dortmund ist sie Mitglied im Landesverband der Jüdischen Gemeinden von Westfalen-Lippe.

## Geschichte

### Mittelalter
Die ersten urkundlichen Erwähnungen von jüdischem Leben in Dortmund gehen zurück ins 11. Jahrhundert und zum Anfang des 13. Jahrhunderts. Im Bericht des Chronisten Schlomoh bar Schimon über die Ermordung der Juden im Rheinland im Jahre 1096 berichtet dieser, dass ein Mann namens Schemarjah seine Familie wieder heraus nach Dortmund geführt habe.
Das Kölner Judenschreinsbuch berichtet von einem Nathan. Jutta, die Tochter des Mannis, erwarb in Köln zwischen 1235 und 1239 eine Haushälfte. Das Buch verzeichnet, dass sie aus Dortmund stammten. 1351 wurden die jüdischen Bewohner der Stadt Dortmund vertrieben. Der Chronist Johannes Nederhoff berichtet davon, dass im Jahre 1351, die »Juden der Stadt nicht getötet, oder verbrannt wurden, sondern aus der Stadt vertrieben.«
Erst zu Beginn des 19. Jahrhunderts durfen sich wieder Juden in Dortmund niederlassen. Aber auch in den umliegenden, heute zur Stadt gehörenden Ortschaften wie Dorstfeld, Hörde, Aplerbeck und anderen siedelten sich spätestens in der Neuzeit Juden an, bildeten Gemeinden und prägten ihr Umfeld.

### Zeit des Nationalsozialismus

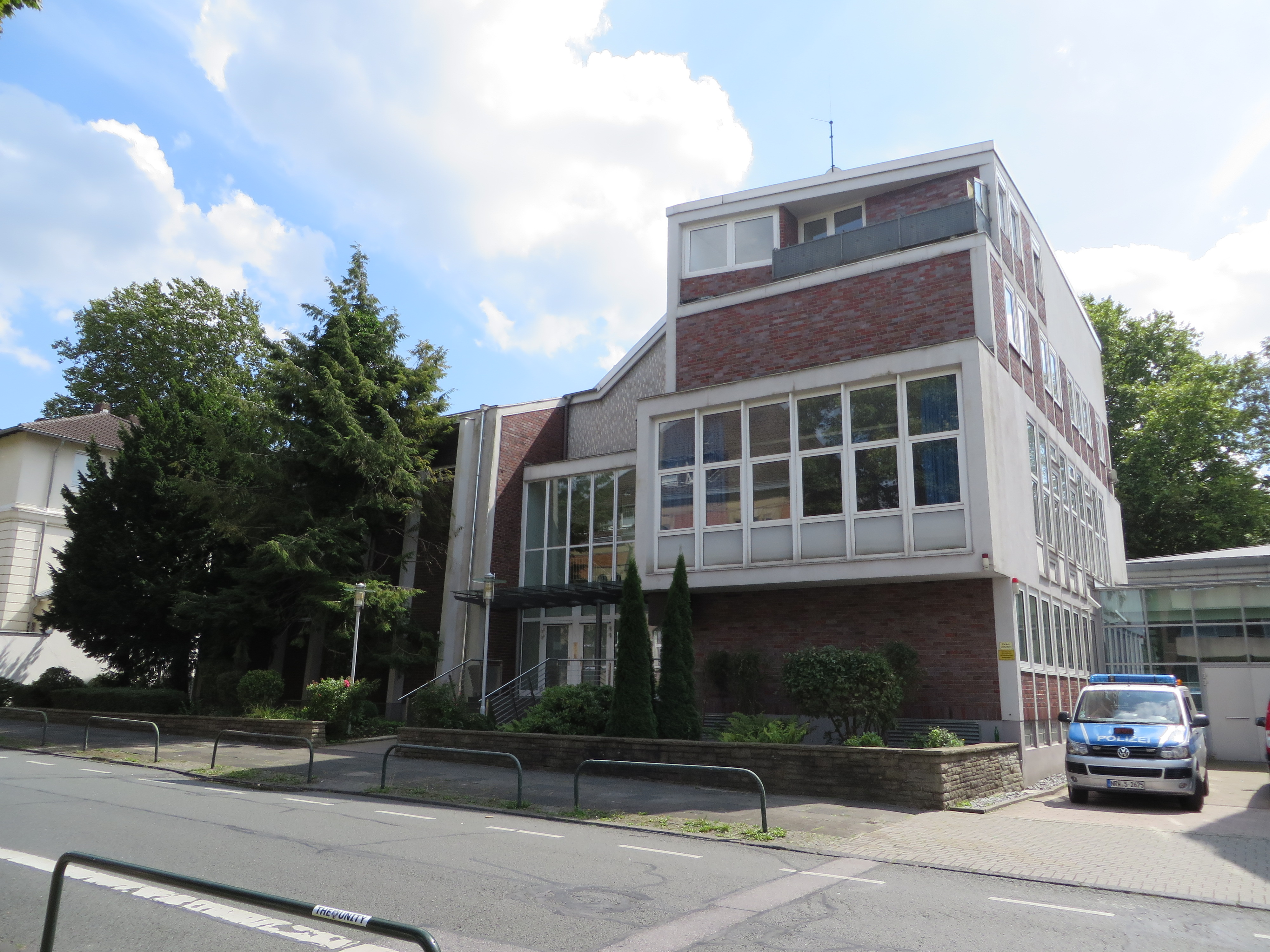
Die Neue Synagoge in Dortmund, Architekt: Helmut Goldschmidt (1956)

Nach der Machtübernahme durch die Nationalsozialisten im Jahr 1933 wurde die jüdische Gemeinde zum Verkauf des Grundstücks der im Jahr 1900 erbauten Dortmunder Synagoge gezwungen. Im Laufe des Jahres 1938 wurde die Synagoge schrittweise zerstört. Insgesamt wurden über 2.000 Dortmunder Juden in der Zeit des Nationalsozialismus getötet. Der Neuaufbau der jüdischen Gemeinde erfolgte 1945 mit 40 bis 50 Mitgliedern.

### Nachkriegszeit
Die Jüdische Gemeinde Groß-Dortmund versteht sich als Einheitsgemeinde. Sie hat ihr heutiges Gemeindezentrum seit 1956 an der Prinz-Friedrich-Karl-Straße in Dortmund-Mitte. Der Architekt war Helmut Goldschmidt. Ende der 1990er Jahre wurde die Synagoge zu klein. Es entstand ein neues Gebäude mit einem Mehrzwecksaal hinter dem Verwaltungsgebäude. Er fasst 500 Menschen. Die Jüdische Kultusgemeinde Groß-Dortmund unterhält verschiedene Einrichtungen, wie beispielsweise die erste jüdische Kindertagesstätte in Westfalen-Lippe.

## Rabbiner (nach der Shoa)

### Landesrabbiner für Westfalen-Lippe
- Paul Holzer  1951–1958
- Hans Chanoch Meyer 1958–1963
- Emil Davidovic 1963–1986
- Dov-Levy Barsilay 1987–1993
- Henry G. Brandt 1995–2004[9]

### Gemeinderabbiner
- Avichai Apel 2005–2016[9]
- Baruch Babaev 2016–2020[10]
- Shlomo Zelig Avrasin 2021–2022[11]
- Avigdor Moshe Nosikov seit 2022